# Medaliści igrzysk olimpijskich w lekkoatletyce – biegi z przeszkodami

## Biegi z przeszkodami

### Bieg na 2500 metrów z przeszkodami
Konkurencję rozegrano tylko raz, podczas igrzysk w Paryżu. W poniższej tabeli przedstawiono wszystkich medalistów igrzysk olimpijskich w biegu na 2500 m z przeszkodami w 1900 roku.
| Rok i miejsce |        | Złoto        |                 | Srebro          |         | Brąz           | Źr.   |
| ------------- | ------ | ------------ | --------------- | --------------- | ------- | -------------- | ----- |
| 1900, Paryż   | Kanada | George Orton | Wielka Brytania | Sidney Robinson | Francja | Jean Chastanié | [ 1 ] |

### Bieg na 2590 metrów z przeszkodami
Konkurencję rozegrano tylko raz, podczas igrzysk w St. Louis. W poniższej tabeli przedstawiono wszystkich medalistów igrzysk olimpijskich w biegu na 2590 m z przeszkodami w 1904 roku.
| Rok i miejsce   |                   | Złoto         |                 | Srebro    |                   | Brąz          | Źr.   |
| --------------- | ----------------- | ------------- | --------------- | --------- | ----------------- | ------------- | ----- |
| 1904, St. Louis | Stany Zjednoczone | Jim Lightbody | Wielka Brytania | John Daly | Stany Zjednoczone | Arthur Newton | [ 2 ] |

### Bieg na 3000 metrów z przeszkodami
Konkurencja obecna jest w programie nieprzerwanie od Igrzysk Olimpijskich 1920. Liderami klasyfikacji zawodników są ex aequo Fin Volmari Iso-Hollo i Kenijczyk Ezekiel Kemboim, którzy zdobyli po dwa złote medale. Wśród reprezentacji liderem jest Kenia, która w dorobku posiada 11 złotych, 7 srebrnych i 5 brązowych medali. W poniższej tabeli przedstawiono wszystkich medalistów igrzysk olimpijskich w biegu na 3000 m z przeszkodami w latach 1920–2021.
| Rok i miejsce        |                   | Złoto                 |                   | Srebro                      |                   | Brąz                        | Źr.    |
| -------------------- | ----------------- | --------------------- | ----------------- | --------------------------- | ----------------- | --------------------------- | ------ |
| 1920, Antwerpia      | Wielka Brytania   | Percy Hodge           | Stany Zjednoczone | Patrick Flynn               |                   | Ernesto Ambrosini           | [ 3 ]  |
| 1924, Paryż          | Finlandia         | Ville Ritola          | Finlandia         | Elias Katz                  | Francja           | Paul Bontemps               | [ 4 ]  |
| 1928, Amsterdam      | Finlandia         | Toivo Loukola         | Finlandia         | Paavo Nurmi                 | Finlandia         | Ove Andersen                | [ 5 ]  |
| 1932, Los Angeles    | Finlandia         | Volmari Iso-Hollo     | Wielka Brytania   | Thomas Evenson              | Stany Zjednoczone | Joe McCluskey               | [ 6 ]  |
| 1936, Berlin         | Finlandia         | Volmari Iso-Hollo     | Finlandia         | Kaarlo Tuominen             | III Rzesza        | Alfred Dompert              | [ 7 ]  |
| 1948, Londyn         | Szwecja           | Tore Sjöstrand        | Szwecja           | Erik Elmsäter               | Szwecja           | Göte Hagström               | [ 8 ]  |
| 1952, Helsinki       | Stany Zjednoczone | Horace Ashenfelter    |                   | Władimir Kazancew           | Wielka Brytania   | John Disley                 | [ 9 ]  |
| 1956, Melbourne      | Wielka Brytania   | Chris Brasher         |                   | Sándor Rozsnyói             | Norwegia          | Ernst Larsen                | [ 10 ] |
| 1960, Rzym           |                   | Zdzisław Krzyszkowiak |                   | Nikołaj Sokołow             |                   | Siemion Rżyszczyn           | [ 11 ] |
| 1964, Tokio          | Belgia            | Gaston Roelants       | Wielka Brytania   | Maurice Herriott            |                   | Iwan Bielajew               | [ 12 ] |
| 1968, Meksyk         | Kenia             | Amos Biwott           | Kenia             | Benjamin Kogo               | Stany Zjednoczone | George Young                | [ 13 ] |
| 1972, Monachium      | Kenia             | Kipchoge Keino        | Kenia             | Ben Jipcho                  | Finlandia         | Tapio Kantanen              | [ 14 ] |
| 1976, Montreal       | Szwecja           | Anders Gärderud       |                   | Bronisław Malinowski        |                   | Frank Baumgartl             | [ 15 ] |
| 1980, Moskwa         | Polska            | Bronisław Malinowski  | Tanzania          | Filbert Bayi                |                   | Eshetu Tura                 | [ 16 ] |
| 1984, Los Angeles    | Kenia             | Julius Korir          | Francja           | Joseph Mahmoud              | Stany Zjednoczone | Brian Diemer                | [ 17 ] |
| 1988, Seul           | Kenia             | Julius Kariuki        | Kenia             | Peter Koech                 | Wielka Brytania   | Mark Rowland                | [ 18 ] |
| 1992, Barcelona      | Kenia             | Matthew Birir         | Kenia             | Patrick Sang                | Kenia             | William Mutwol              | [ 19 ] |
| 1996, Atlanta        | Kenia             | Joseph Keter          | Kenia             | Moses Kiptanui              | Włochy            | Alessandro Lambruschini     | [ 20 ] |
| 2000, Sydney         | Kenia             | Reuben Kosgei         | Kenia             | Wilson Boit Kipketer        | Maroko            | Ali Ezzine                  | [ 21 ] |
| 2004, Ateny          | Kenia             | Ezekiel Kemboi        | Kenia             | Brimin Kipruto              | Kenia             | Paul Kipsiele Koech         | [ 22 ] |
| 2008, Pekin          | Kenia             | Brimin Kipruto        | Francja           | Mahiedine Mekhissi-Benabbad | Kenia             | Richard Mateelong           | [ 23 ] |
| 2012, Londyn         | Kenia             | Ezekiel Kemboi        | Francja           | Mahiedine Mekhissi-Benabbad | Kenia             | Abel Kiprop Mutai           | [ 24 ] |
| 2016, Rio de Janeiro | Kenia             | Conseslus Kipruto     | Stany Zjednoczone | Evan Jager                  | Francja           | Mahiedine Mekhissi-Benabbad | [ 25 ] |
| 2021, Tokio          | Maroko            | Soufiane El Bakkali   | Etiopia           | Lamecha Girma               | Kenia             | Benjamin Kigen              | [ 26 ] |

### Bieg na 3200 metrów z przeszkodami
Konkurencję rozegrano tylko raz, podczas igrzysk w Londynie. W poniższej tabeli przedstawiono wszystkich medalistów igrzysk olimpijskich w biegu na 3200 m z przeszkodami w 1908 roku.
| Rok i miejsce |                 | Złoto          |                 | Srebro           |                   | Brąz        | Źr.    |
| ------------- | --------------- | -------------- | --------------- | ---------------- | ----------------- | ----------- | ------ |
| 1908, Londyn  | Wielka Brytania | Arthur Russell | Wielka Brytania | Archie Robertson | Stany Zjednoczone | John Eisele | [ 27 ] |

### Bieg na 4000 metrów z przeszkodami
Konkurencję rozegrano tylko raz, podczas igrzysk w Paryżu. W poniższej tabeli przedstawiono wszystkich medalistów igrzysk olimpijskich w biegu na 4000 m z przeszkodami w 1900 roku.
| Rok i miejsce |                 | Złoto       |                 | Srebro          |                 | Brąz            | Źr.    |
| ------------- | --------------- | ----------- | --------------- | --------------- | --------------- | --------------- | ------ |
| 1900, Paryż   | Wielka Brytania | John Rimmer | Wielka Brytania | Charles Bennett | Wielka Brytania | Sidney Robinson | [ 28 ] |